# Ciel pur
Pour plus de détails, voir Fiche technique et Distribution.
Ciel pur (en russe : Чистое Небо) est un film soviétique, réalisé par Grigori Tchoukhraï et sorti en 1961.

## Synopsis
Au cours de la Seconde Guerre mondiale, la jeune ouvrière Sasha noue une idylle amoureuse avec un aviateur, Alexeï. Ils se marient. Un jour, Alexeï ne rentre pas d'une mission : on le croit mort. Pourtant, il reparaît après la fin des hostilités. Prisonnier des Allemands, il a réussi à survivre. Mais on ne le croit guère et il est catalogué comme traître à la patrie. Exclu du Parti, on lui retire également ses décorations. Déchu, il sombre dans l'alcoolisme. Quelques années après le décès de Staline, il est réhabilité et peut, à nouveau, exercer ses talents d'aviateur et s'attaquer à un nouveau record.

## Fiche technique
- Titre : Ciel pur
- Titre original russe : Чистое Небо
- Production : Mosfilm
- Réalisation : Grigori Tchoukhraï
- Scénario : Daniil Khrabrovitsky
- Photographie : Sergueï Polouïanov - Couleurs
- Musique : Mikhaïl Ziv
- Décors : Boris Nemetchek
- Durée : 105 minutes
- Pays d'origine : URSS
- Date de sortie : 20 mai 1961
- Genre : Film dramatique

## Distribution artistique
- Evgueni Ourbanski : Alexeï Astakhov, l'aviateur
- Nina Drobycheva : Sasha Lvova, l'ouvrière qu'épouse Alexeï
- Natalia Kouzmina : Lioucia
- Vitali Koniaev : Petia
- Gueorgui Georgiou : Nikolaï Avdéevitch
- Vitali Bondarev : Egorka
- Gueorgui Koulikov : Mitia
- Oleg Tabakov : Seriojka
- Alik Krylov : Sergueï
- A. Alexandrouchkine
- Vladimir Anisko
- A. Dubov
- Léonide Knyazev : Ivan Illich

## Commentaire
« Amer et courageux réquisitoire contre les préjugés en vigueur durant la période stalinienne à l'égard des anciens prisonniers de guerre, accusés de lâcheté devant l'ennemi », Ciel pur fut souvent présenté comme un des manifestes artistiques officiels de la déstalinisation. « Sous la forme un peu simplifiée du "grand film populaire" qui ne se refuse pas les attraits du mélodrame, l'œuvre de Grigori Tchoukhraï correspond sans doute à la sensibilité du public après des années de films en images d'Épinal... Ciel pur, avec son caractère quasi officiel, déblaie : il y a un certain mauvais cinéma soviétique qui est désormais enterré, et le processus semble difficilement réversible », estimait, alors, Marcel Ronchal.